# 小鱗波曼石首魚
小鱗波曼石首魚為輻鰭魚綱鱸形目鱸亞目石首魚科的其中一種，分布於亞洲泰國至蘇門答臘的淡水流域，體長可達100公分，棲息在大型河川，會發出叫聲，屬肉食性，以甲殼類及魚類為食，為高經濟價值的食用魚。
其种加词“microlepis”意为“细鳞的”。